# صادق رضانیا
صادق رضانیا (زاده ۱۱ بهمن ۱۳۷۴ - تهران) بازیکن فوتبال اهل ایران است.
وی سابقه عضویت در تیم‌های سرخپوشان دلوار افزار، مناطق آزاد کیش، پاس همدان، گسترش فولاد، ماشین‌سازی، سرخپوشان پاکدشت، سایپا، مس شهربابک و خوشه طلایی را دارد.